# Karol Lewkowicz
Karol Henryk Lewkowicz (ur. 21 lutego 1953 we Wrocławiu, zm. 4 kwietnia 2017 tamże) – polski działacz społeczności żydowskiej, były przewodniczący Gminy Wyznaniowej Żydowskiej we Wrocławiu.

## Życiorys
Pochodził z rodziny żydowskiej. Ukończył studia na Akademii Medycznej we Wrocławiu.
W latach 2006–2008 pełnił funkcję przewodniczącego Gminy Wyznaniowej Żydowskiej we Wrocławiu, był także wieloletnim przewodniczącym wrocławskiego oddziału Towarzystwa Społeczno-Kulturalnego Żydów w Polsce. Był współzałożycielem Fundacji Bente Kahan, a także członkiem zarządu Fundacji Dzielnica Wzajemnego Szacunku Czterech Wyznań.
Został odznaczony złotą Odznaką Honorową Zasłużony dla Województwa Dolnośląskiego.
Zmarł 4 kwietnia 2017 po długiej chorobie. Został pochowany 7 kwietnia 2017 w Izraelu.